# Campionato africano di calcio Under-17 2019
Il Campionato africano di calcio Under-17 2019 (in inglese 2019 African Under-17 Championship) è stata la tredicesima edizione della competizione organizzata dalla CAF. Il torneo si è svolto in Tanzania dal 14 aprile al 28 aprile 2019 ed è stato vinto per la seconda volta dal Camerun. Le tre semifinaliste: Camerun, Angola e Nigeria. si sono qualificate per il Campionato mondiale di calcio Under-17 2019.
L’altra semifinalista, la Guinea, è stata squalificata dalla CAF per aver registrato atleti con passaporti che riportavano date di nascita diverse rispetto ai passaporti usati nella International Dream Cup in Giappone riservata agli Under-16.
Il posto, conseguentemente, per il mondiale di categoria è stato assegnato al Senegal.

## Squadre qualificate
- Tanzania (nazione ospitante)
- Marocco
- Senegal
- Guinea
- Nigeria
- Camerun
- Uganda
- Angola

## Stadi
| Dar Es Salaam    | Dar Es Salaam Mbagala |
| ---------------- | --------------------- |
| National Stadium | Dar Es Salaam Mbagala |
| Capienza: 60.000 | Dar Es Salaam Mbagala |
|                  | Dar Es Salaam Mbagala |
| Mbagala          | Dar Es Salaam Mbagala |
| Chamazi Stadium  | Dar Es Salaam Mbagala |
| Capienza: 20.000 | Dar Es Salaam Mbagala |
|                  | Dar Es Salaam Mbagala |

## Fase a gironi

### Gruppo A
| Pos. | Squadra  | Pt | G | V | N | P | GF | GS | DR |
| ---- | -------- | -- | - | - | - | - | -- | -- | -- |
| 1.   | Nigeria  | 7  | 3 | 2 | 1 | 0 | 7  | 2  | +5 |
| 2.   | Angola   | 6  | 3 | 2 | 0 | 1 | 5  | 3  | +2 |
| 3.   | Uganda   | 4  | 3 | 1 | 1 | 1 | 4  | 2  | +2 |
| 4.   | Tanzania | 0  | 3 | 0 | 0 | 3 | 6  | 12 | -6 |

| Arbitro: | Issa Sy |

|                                                   |           |                                            |
| Mobeti 22’ 60’ (rig.) Pius 52’ Abraham 58’ (rig.) | Marcatori | 21’Olaniyan 30’ 72’Ubani 37’Amoo 79’Jabaar |

| Arbitro: | Nabil Boukhalfa |

|            |           |  |
| Capita 39’ | Marcatori |  |

| Arbitro: | Hassan El Ghandour |

|                     |           |  |
| Olusegun 21’ (rig.) | Marcatori |  |

| Arbitro: | Samir Guezzaz |

|                                |           |  |
| Kawooya 16’ Asaba 28’ Yiga 77’ | Marcatori |  |

| Arbitro: | Abdulwahid Huraywidah |

|                     |           |                                          |
| Omari 12’ Ngoda 44’ | Marcatori | 17’ Mimo 41’ (rig.) 72’ Capita 68’ David |

| Arbitro: | Blaise Yuven Ngwa |

|            |           |          |
| Jabaar 74’ | Marcatori | 69’ Alou |

### Gruppo B
| Pos. | Squadra              | Pt | G | V | N | P | GF | GS | DR |
| ---- | -------------------- | -- | - | - | - | - | -- | -- | -- |
| 1.   | Camerun              | 7  | 3 | 2 | 1 | 0 | 4  | 1  | +3 |
| 2.   | Guinea(Squalificata) | 6  | 3 | 1 | 1 | 1 | 3  | 3  | 0  |
| 3.   | Senegal              | 2  | 3 | 0 | 2 | 1 | 2  | 3  | -1 |
| 4.   | Marocco              | 1  | 3 | 0 | 1 | 2 | 2  | 4  | -2 |

| Arbitro: | Tsegay Mogos Teklu |

|  |           |                     |
|  | Marcatori | 42’ Mvoué 72’ Wamba |

| Arbitro: | Abdoul Karim Twagiramukiza |

|              |           |           |
| Bentayeb 47’ | Marcatori | 88’ Baldé |

| Arbitro: | Beida Dahane |

|                  |           |              |
| Seidou 73’ 90+2’ | Marcatori | 22’ Bentayeb |

| Arbitro: | Mashood Ssali |

|              |           |                   |
| S.Diallo 10’ | Marcatori | 33’ Bah 80’ Fanyé |

| Arbitro: | Pierre Ghislain Atcho |

|           |           |  |
| Fanyé 64’ | Marcatori |  |

| Dar Es Salaam 21 aprile 2019, ore 16:00 | Camerun                 | 0 – 0 referto | Senegal | National Stadium\| Arbitro: \| Jonesia Rukyaa Kabakama \| |
| Arbitro:                                | Jonesia Rukyaa Kabakama |               |         |                                                           |

## Fase a eliminazione diretta
|  | Semifinali | Semifinali | Semifinali |         |        | Finale          | Finale          | Finale          |  |
|  |            |            |            |         |        |                 |                 |                 |  |
|  | Nigeria    | Nigeria    | 0 (9)      |         |        |                 |                 |                 |  |
|  | Nigeria    | Nigeria    | 0 (9)      |         |        |                 |                 |                 |  |
|  | Guinea     | Guinea     | 0 (10)     |         |        |                 |                 |                 |  |
|  | Guinea     | Guinea     | 0 (10)     |         | Guinea | Guinea          | 0 (3)           |                 |  |
|  |            |            |            |         | Guinea | Guinea          | 0 (3)           |                 |  |
|  |            |            | Camerun    | Camerun | 0 (5)  |                 |                 |                 |  |
|  | Camerun    | Camerun    | Camerun    | Camerun | 0 (5)  | 0 (4)           |                 |                 |  |
|  | Camerun    | Camerun    |            |         |        | 0 (4)           |                 |                 |  |
|  | Angola     | Angola     | 0 (3)      |         |        | Finale 3º posto | Finale 3º posto | Finale 3º posto |  |
|  | Angola     | Angola     | 0 (3)      |         |        |                 |                 |                 |  |
|  |            |            |            |         |        |                 |                 |                 |  |
|  |            |            |            |         |        | Nigeria         | Nigeria         | 1               |  |
|  |            |            |            |         |        | Nigeria         | Nigeria         | 1               |  |
|  |            |            |            |         |        | Angola          | Angola          | 2               |  |

### Semifinali
| Arbitro: | Andofetra Rakotojaona |

|                                                                           |                       |                                                                        |
| Jabaar Ishaya Olusegun Ikenna Olaniyan Tanko Abdullahi Ubani Tijani Oduko | Tiri di rigore 9 – 10 | A.Bangoura Touré Conté Tidiany Keita M.Bangoura Bah Breze Kalil Lamine |

| Arbitro: | Issa Sy |

|                          |                      |                                    |
| Mvoué Ndongo Noah Amadou | Tiri di rigore 4 – 3 | Domingos Cisco Pablo Zito Porfirio |

### Finale 3º/4º posto
| Arbitro: | Abdoul Karim Twagiramukiza |

|           |           |                     |
| Ubani 30’ | Marcatori | 27’ Capita 49’ Zito |

### Finale
| Arbitro: | Dahane Beida |

|                               |                      |                                |
| A. Bangoura Touré Conté Sacko | Tiri di rigore 3 – 5 | Mvoué Ndongo Wamba Nang Alioum |

## Campione
Camerun
(2º titolo)